# 37584 Schleiden
37584 Schleiden è un asteroide della fascia principale. Scoperto nel 1990, presenta un'orbita caratterizzata da un semiasse maggiore pari a 2,2106396 UA e da un'eccentricità di 0,1389073, inclinata di 4,28180° rispetto all'eclittica.